# Stanisław Żukowski (1905–1979)
Stanisław Żukowski, ps. „Zawisza”, „Maciek” (ur. 28 stycznia 1905 w miejscowości Piętki-Żebry, zm. 19 kwietnia 1979 w Białymstoku) – oficer służby stałej Wojska Polskiego, żołnierz ZWZ, AK, AKO i WiN.

## Życiorys
Absolwent Szkoły Podchorążych Piechoty w Ostrowi Mazowieckiej. 7 sierpnia 1932 Prezydent RP Ignacy Mościcki mianował go podporucznikiem ze starszeństwem z dniem 15 sierpnia 1932 i 378. lokatą w korpusie oficerów piechoty, a minister spraw wojskowych wcielił do 79 pułku piechoty w Słonimiu. 1 marca 1935 został awansowany na porucznika ze starszeństwem z dniem 1 stycznia 1935 i 307. lokatą w korpusie oficerów piechoty. Następnie przeniesiony do batalionu KOP „Sarny” na stanowisko zastępcy dowódcy 3 kompanii fortecznej „Czudel”. W 1939 po przeszkoleniu w Centrum Wyszkolenia Piechoty w Rembertowie wyznaczony na stanowisko dowódcy kompanii fortecznej jednostki stacjonującej w Mikołowie.
W pierwszych dniach wojny przeniesiony do 11 Górnośląskiego pułku piechoty jako dowódca plutonu lub kompanii. Ranny pod Sandomierzem. Do konspiracji wstąpił w styczniu 1940 po nawiązaniu kontaktu z Władysławem Liniarskim. Od 15 stycznia 1941 do 20 kwietnia 1942 był komendantem Obwodu AK Wysokie Mazowieckie, a następnie objął stanowisko inspektora Inspektoratu II Podlaskiego, któremu podlegały obwody Wysokie Mazowieckie i Bielsk Podlaski. W 1942 awansowany do stopnia kapitana, a w 1944 majora. Dowódca 76 pułku piechoty AK odtwarzanego w 1944 na bazie inspektoratu podlaskiego, z którym uczestniczył w akcji „Burza”. Po zajęciu terenu okręgu przez Armię Czerwoną powrócił na dotychczasowe stanowisko.
Po rozwiązaniu struktur AK czynnie włączył się w działalność WiN. Prześladowany przez UB, aresztowany w lutym 1952. Torturowany fizycznie i psychicznie w trakcie 18-miesięcznego śledztwa nie załamał się. Zwolniony z aresztu z braku dowodów.

## Ordery i odznaczenia
- Srebrny Krzyż Zasługi (1938)
- Srebrny Krzyż Zasługi z Mieczami (1943)
- Krzyż Walecznych dwukrotnie
- Srebrny Krzyż Orderu Virtuti Militari (nadany osobno przez Rząd RP na uchodźstwie oraz PRL)
- Medal Zwycięstwa i Wolności 1945
- Krzyż Kampanii Wrześniowej (pośmiertnie)